# Zeche Sengsbank
Die Zeche Sengsbank in Gevelsberg-Silschede ist ein ehemaliges Steinkohlenbergwerk. Das Bergwerk war auch unter den Namen Zeche Sengstbank und Zeche Sencksbank bekannt. Das Bergwerk befand sich gemäß der Niemeyerschen Karte nördlich der heutigen Schwelmer Straße.

## Bergwerksgeschichte
Am 7. Februar des Jahres 1749 wurde ein Längenfeld verliehen. In den Jahren 1754 und 1755 war das Bergwerk unter dem Namen Zeche Sencksbank in Betrieb. Gemäß den Aufzeichnungen des Amtes Wetter war Küper zu Asbeck Gewerke des Bergwerks. Aus Kostengründen hatte der Gewerke keinen Schichtmeister eingestellt. Ab dem Jahr 1787 war das Bergwerk in der Niemeyerschen Karte eingetragen. Im Februar des Jahres 1829 wurde das Bergwerk wieder in Betrieb genommen. Es wurde ein Ort in östlicher Richtung aufgefahren. Im Jahr 1830 wurde im Bereich von Schacht Wilhelm abgebaut. In diesem Jahr wurde eine Förderung von 3566 Scheffeln erzielt, allerdings hatten die Kohlen eine schlechte Qualität. Im Oktober des Jahres 1831 wurde die Zeche Sengsbank stillgelegt.